# Lett Nemzeti Opera
A Lett Nemzeti Opera és Balett (LNOB) egy operaház és operatársulat Rigában, az Aspazijas körút 3. szám alatt. Repertoárjában opera- és balett előadások szerepelnek, melyeket a szeptember közepétől május végéig tartó évadban mutatnak be. Egy átlagos idény során az operaház közel 200 előadást visz színre, köztük átlagosan 6 új produkciót. A legnagyobb a Díszcsarnok, amely 946 férőhellyel rendelkezik, míg a kisebbek - az Új terem, a Beletāžas zāle és a Vörös terem - maximális befogadóképessége 338, 170, illetve 100 fő. Az LNOB összesen mintegy 600 embert foglalkoztat. Az épület a Riga-csatorna partján, a Szabadság-emlékmű közelében található. 2019. november 5-től az intézmény vezetője Egils Siliņš, világhírű operaénekes. A vezető karmester 2013 óta Mārtiņš Ozoliņš, aki egyben a Jāzeps Vītols Lett Zeneakadémia docense is. A művészeti vezető 1993 óta Aivars Leimanis.

## Története
A Lett Nemzeti Opera és Balett eredete 1782-re nyúlik vissza, amikor megnyílt a Rigai Városi Színház (Rigaer Stadttheater), más néven a Musse épülete. Christoph Haberland tervezte, és összesen 500 férőhellyel rendelkezett. Igazgatója, Otto Hermann von Vietinghoff személyesen finanszírozta a 24 zenészből álló szimfonikus zenekart. A koncertmesteri és karmesteri poszt betöltésére Conrad Feige-t kérték fel, aki nemcsak Rigában, hanem Szentpéterváron, Revalban (Tallinn) és Dorpatban (Tartu) is színpadra állított előadásokat. Amikor 1788-ban von Vietinghoff Szentpétervárra költözött, egy Meierer nevű színész vette át a posztját. 1815-ben a Musse Társaság (die Gesellschaft der Musse) megvette az épületet a von Vietinghoff családtól. 1837 és 1839 között Richard Wagner volt a színház karmestere.
Az 1860–1863 közötti időszakban épült meg a Rigai Városi Színház új épülete, amely közel 2000 férőhellyel rendelkezett. Az első előadások Friedrich Schiller Wallenstein tábora és Ludwig van Beethoven Fidelio című darabjai voltak. 1882. június 14-én a színház leégett, s csak a külső falai maradtak meg. Az épületet 1882 és 1887 között újították fel, a város főépítésze, Reinhold Schmeling tervei alapján. A színházat az első világháború idején a német színtársulat számára bezárták. 1915-ig a Rigai Császári Zeneiskola használta az épületet koncertjei megtartására. Az 1916–1917-es évadban Angarov és Rudin orosz drámatársulata lépett fel itt. A színházat szeptember 29-én Rigai Német Városi Színházra (Deutsches Stadt-Theater in Riga) keresztelték. A német társulat utolsó színházi előadására 1919. január 1-jén került sor. Másnap délután az épület egyik szárnya leégett, amelyet csak 1922-ben sikerült teljesen helyreállítani.

1912. december 27-én a Lett Opera (Latviešu opera) Csajkovszkij Anyegin című művével – melyet Pāvuls Jurjāns (1866–1948) rendezett – kezdte meg működését a Lett Társaság Házának előadótermében. A társulat egy része az első világháború éveit Rigában töltötte, néhányan azonban Oroszországba emigráltak. Jurjāns vezetésével a Lett Opera 1918 januárjában folytatta tevékenységét Rigában, Giuseppe Verdi Traviata című művének és számos operett bemutatásával: ifj. Johann Strauss A denevér, Lehár Ferenc A víg özvegy, Rudolf Dellinger Don Cesar és ifj. Johann Strauss A cigánybáró. 1918 augusztusában Paul Hopf kapitány – a német megszállás alatt álló Riga városának vezetője – a következő köszönőlevelet kapta:
"Az ő égisze alatt a lett színház megkapta a második színházépületét, ugyanazokkal a jogokkal, mint amelyek az első épületben lévő német színházra vonatkoztak. [...] Nem csak drámai előadásokra került sor, hanem a Lett Opera néhány próbájára is".
A Lett Opera 1918 első felében ugyanabban a helyiségben tartotta előadásait, ahol ma a Lett Nemzeti Színház működik, s ahol ugyanezen év őszén egy másik, kissé eltérő nevű operatársulat (Latvju opera) kezdte meg működését. A Latvju opera kezdeményezése Dorpatból indult ki, az Andrejs Frīdenbergs által szervezett Apgāda nevű társaságból. A szervezeti munka Szentpéterváron folytatódott, ahová sok lett művész emigrált az első világháború alatt.

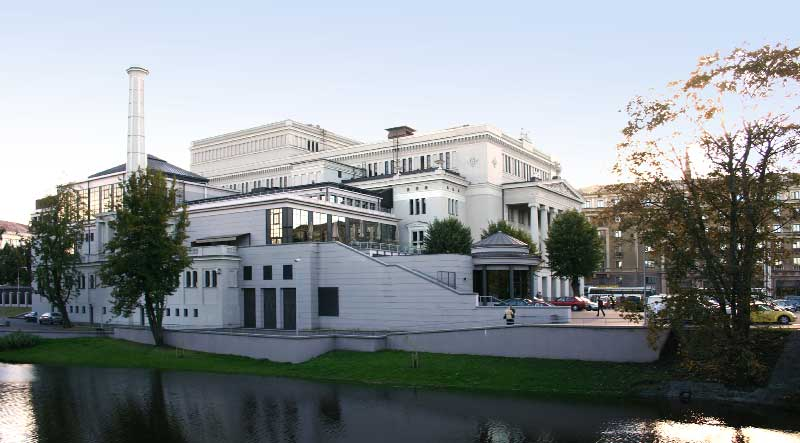
Oldalról

Jāzeps Vītols a lett opera fejlődésének egyik meghatározó alakja és a Latvju opera első igazgatója volt, aki 1918 decemberének végéig töltötte be ezt a tisztséget. Emlékiratában Vītols részletesen leírta a Latvju opera 1918 nyarán történt megalakulását. A breszt-litovszki béke aláírása után 1918-ban sok kitelepített személy visszatérhetett Rigába. 1918. szeptember 15-én került sor a nyitókoncertre, és 1918. október 15-én előadták Richard Wagner A bolygó hollandi című művét, Teodors Reiters vezényletével. November 19-én is A repülő hollandit adták elő, amikor ünnepélyes körülmények között elfogadták a Lett Köztársaság szuverenitási nyilatkozatát.
Miután 1919 elején a Pēteris Stučka által vezetett bolsevikok átvették a hatalmat Lettországban, szovjet uralmat építettek ki. Andrejs Upīts – az Oktatási Bizottság Művészeti Osztályának vezetője – utasítást adott a Latvju opera számára, hogy költözzön az egykori Stadttheaterbe, és a társulat 1919. január 23-án ezt meg is tette. A költözésben fontos szerepet játszott Teodors Reiters, aki 1918 szeptemberétől a Latvju opera vezető karmestere volt. 1919 januárjában az opera igazgatója lett. 1919. február 9-én a bolsevik kormány rendeletet adott ki, amelynek értelmében az operát államosították, hogy a Szovjet-Lettország Operája legyen és az állami költségvetésből finanszírozzák.
A Stuchka-kormány megdöntése után a társulat visszatért eredeti nevéhez, a Latvju operához. 1919. szeptember 23-án a Lett Köztársaság Minisztertanácsa elfogadta a „Nemzeti Operáról” szóló rendeletet. Csakúgy, mint a bolsevikok idején, a társulatnak törvényesen biztosították az épületet, a nemzeti opera státuszt és az állami finanszírozást. December 2-án került sor Richard Wagner Tannhäuser című művének előadására. A művet már 1919. május 10-én bemutatták Lettországban Dmitrij Arbenin rendezésében és Teodors Reiters karmester irányításával, amikor a Szovjet-Lettország Operája volt. Az 1930-as évek végéig december 2-át a Lett Nemzeti Opera (LNO) évfordulójaként ünnepelték, azonban a szovjet megszállás alatt ez a dátum január 23-ra került át. 1920 és 1940 között a Lett Nemzeti Opera központi szerepet játszott Riga zenei életében. Évente 8 új produkciót mutattak be, és Peter Ludwig Hertel balett-előadásával kezdődően baletteket is színpadra állítottak. Húsz év alatt több mint 300 előadásra került sor, az éves átlagos nézőszám 220 000 fő volt.
1940-ben, amikor a Szovjetunió megszállta Lettországot, a színház nevét a „Lett SZSZK Opera- és Balett Színháza” névre változtatták. A náci német megszállás alatt (1941–1944) Rigai Operaház lett, majd amikor a szovjet csapatok 1945-ben ismét megszállták Lettországot, visszatértek az 1940-ben adott névhez. 1989. április 24-én ünnepelte az Operaház fennállásának 70. évfordulóját, és nevét visszaállították a háborúk közöttire.
Az 1990-es évadzárón Giuseppe Verdi Az álarcosbál című művét játszották, majd megkezdték az épület öt évig tartó rekonstrukcióját. Az operatársulat Jānis Mediņš Uguns un Nakts című operájával tért vissza a színpadra. 2001-ben befejeződtek a melléképületek építési munkálatai, amelyeknek köszönhetően a közönség számára egy 300 fő befogadására képes új termet biztosítottak. A Lett Nemzeti Opera 2009. december 22-én koncerttel ünnepelte 90. évfordulóját, 2018. november 16-án és 17-én pedig két gálakoncerttel ünnepelte centenáriumát. 1998 óta az Operaházban rendezik meg a Rigai Operafesztivált. A Covid19-pandémia miatt az Operaház bezárt, majd 2020-ban többször is megnyitotta kapuit, miközben egyes előadásait online is elérhetővé tette.

## Művészek
Richard Wagner 1837 és 1839 között a Rigai Városi Színházban dolgozott. Ez az az időszak, amikor elkezdte komponálni harmadik operáját, a Rienzit. A közelmúltban (2003 és 2007 között) Andris Nelsons töltötte be a vezető karmesteri posztot. Nelsons rendszeresen vezényli a világ legnevesebb zenekarait. Emellett több világhírű operaénekes is ebben az operaházban kezdte pályafutását. Kiváló példa erre többek között Elīna Garanča mezzoszoprán, valamint Kristine Opolais szoprán. Az operaház vendégszerepelt többek között a Hongkongi Művészeti Fesztiválon, a francia Grand Théâtre de Bordeaux-ban, az olasz Teatro Massimo Belliniben, a Moszkvai Nagyszínházban és a Grand Théâtre de Luxembourgban.
A zenekarnak több mint 100 tagja van. Többen közülük szólistaként vagy kamarazenei együttesként is elismerést értek el. Egy átlagos évad során több mint 250 előadást tartanak. A repertoár több mint 50 operából és balettből áll, a barokktól a kortárs klasszikus zenei stílusokig. Az operaház 1918 óta kórust és balettegyüttest is foglalkoztat, utóbbiak kezdetben szorosan kötődtek az orosz balett hagyományaihoz, mivel az első balett-táncosokat és tanárokat Oroszországból szerződtették.

## Fordítás
- Ez a szócikk részben vagy egészben  a   Latvian National Opera című angol Wikipédia-szócikk ezen változatának fordításán alapul.  Az eredeti cikk szerkesztőit annak laptörténete sorolja fel. Ez a jelzés csupán a megfogalmazás eredetét és a szerzői jogokat jelzi, nem szolgál a cikkben szereplő információk forrásmegjelöléseként.